# Flatfoot 56
Flatfoot 56 é uma banda americana cristã de celtic punk, formada no verão de 2000 com os irmãos Bawinkel (Tobin, Justin e Kyle), em Chicago, Illinois, Estados Unidos.
Conhecida pelo uso de gaitas de foles escocesas, o grupo apresenta um som semelhante ao Dropkick Murphys e Flogging Molly. Eles lançaram sete álbuns de estúdio e sete extensões. Seu quinto álbum, Black Thorn (2010), estreou em 2º lugar na parada Billboard Heatseekers e em 160º lugar na Billboard 200.

## Carreira
Fizeram seu primeiro show em janeiro de 2001. Com a entrada de "Josh Robieson" este contribuiu para um instrumento inusitado a uma banda punk: ele toca gaita de fole acrescentando um som único a banda, além de tocar guitarra e bandolim. Depois de lançar 3 Eps, em 2006, o grupo assinou com a Flicker Records e relançou o álbum "Knuckles Up". Em 15 de maio de 2007, lançou o álbum "Jungle of the Midwest Sea".

## Integrantes
- Tobin Bawinkel - Vocalista, guitarra
- Josh Robieson - Guitarra, bandolim, gaita de fole
- Kyle Bawinkel - Contra-Baixo, Vocal
- Justin Bawinkel - Bateria, Vocal

## Prêmios
- 2010 - Nominação ao Chicago / Midwest Emmy Awards, na categoria "Realização extraordinária por excelência individual fora das câmeras" por "Courage"[6]
- 2008 - Nominação ao 39° GMA Dove Awards, na categoria Álbum de Rock do Ano por "Jungle of the Midwest Sea"[7]

## Discografia
- 2012 - Toil
- 2010 - Black Thorn
- 2007 - Jungle of the Midwest Sea
- 2006 - Knuckles Up (relançamento)
- 2005 - Knuckles Up
- 2003 - Waves of War
- 2002 - The Rumble of 56